# Jakub Kobylnicki
Jakub Kobylnicki herbu Prawdzic – podkomorzy wyszogrodzki w 1637 roku, stolnik wyszogrodzki w 1632 roku, deputat na Trybunał Koronny w 1620 roku.
Poseł na sejmy 1623 i 1631 roku. Był członkiem konfederacji generalnej zawiązanej 16 lipca 1632 roku. Poseł na sejm konwokacyjny 1632 roku z ziemi wyszogrodzkiej. Poseł sejmiku wyszogrodzkiego na sejm ekstraordynaryjny 1635 roku.